# Václav Vladivoj Tomek

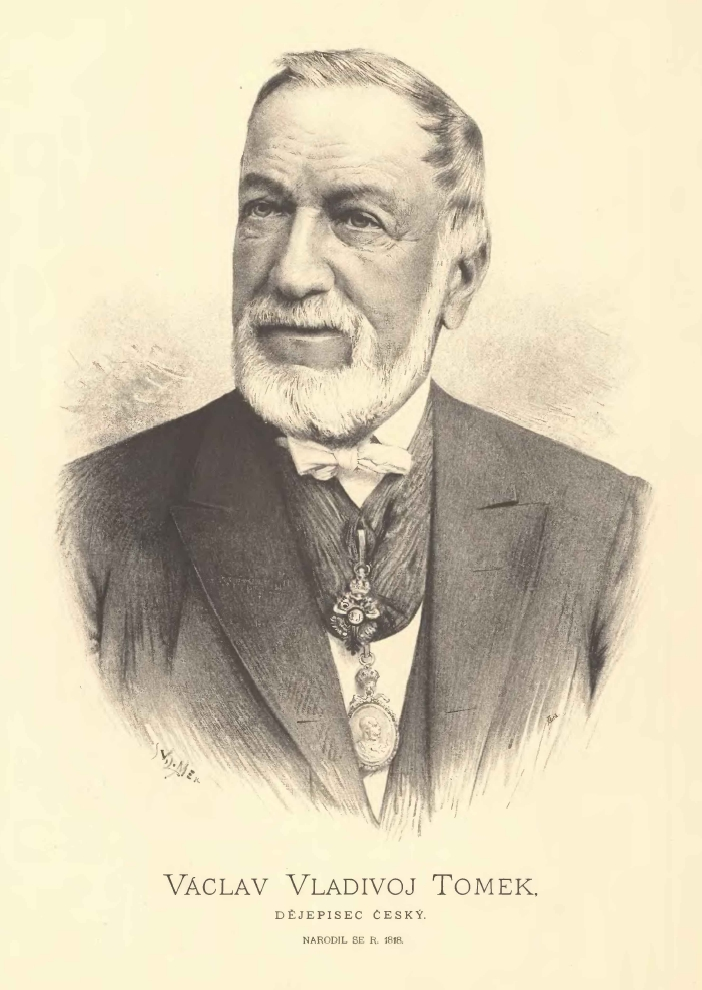
Jan Vilímek: Václav Vladivoj Tomek

Václav Vladivoj Tomek, auch Wenzel Wladiwoj Tomek, Wáclaw Wladiwoj Tomek, Vácslav Vladivoj Tomek (* 31. Mai 1818 in Königgrätz, Kaisertum Österreich; † 12. Juni 1905 in Prag, Österreich-Ungarn) war ein österreichischer Historiker, Politiker und Pädagoge.

## Leben
Václav Vladivoj Tomek, Sohn eines Schusters, studierte seit 1833 in Prag Philosophie, später Jura. Während seines Studiums unterrichtete er in der Familie des Pavel Josef Šafařík. Safarik wurde sein Berater und Förderer. Seit 1839 unterrichtete er in der Familie Palácký. 1841 trat er in Dienste der Stadt, 1848 wählte man ihn als Abgeordneten ins Parlament. 1850 wurde er zum Professor an der deutschen Karls-Universität Prag ernannt, wechselte jedoch 1882 an die neue tschechische Universität. Er war von 1861 bis 1866 Mitglied des böhmischen Landtags und des österreichischen Reichsrats und ab 1885 Mitglied des Herrenhauses. 1878 wurde er als korrespondierendes Mitglied in die Russische Akademie der Wissenschaften in Sankt Petersburg aufgenommen.

## Schriften (Auswahl)
Tomek schrieb auf František Palackýs Anregung eine Geschichte Prags (1855 ff., Bände 1 bis 7). In der Auseinandersetzung über die Echtheit einiger Handschriften stand er an der Seite der Befürworter ihrer Echtheit, wie Václav Josef Kalousek, Josef Emler oder Martin Hattala. Daneben publizierte er Lehrbücher. Dabei wurde er von seinem Schüler Antonín Rezek unterstützt.
- Děje země české (1843)
- Děje mocnářstvi Rakouského (1845)
- Dějepis university Pražské (1848)
- Geschichte der Prager Universität, Prag 1849 Digitalisat
- Älteste Nachrichten über die Herrschaften Braunau und Politz, Prag 1857
- Základy starého místopisu Pražského (1865)
- Geschichte Böhmens in übersichtlicher Darstellung (deutsch vom Verfasser, Prag 1864–1865)
- Die Grünberger Handschrift (übersetzt von Maly, das. 1859)
- Handbuch der österreichischen Geschichte (das. 1859, nur Band 1)
- Johann Zizka (deutsch, das. 1881)
- Zusammen mit Josef Mocker: Das Agnes-Kloster in Prag, Wien 1891